# Эммануэль-Томас, Джей
Джей А́стон Эммануэ́ль-То́мас (англ. Jay Aston Emmanuel-Thomas; род. 27 декабря 1990, Лондон) — английский футболист, полузащитник клуба «Джамшедпур».

## Карьера
Был капитаном юношеской команды «Арсенала», в сезоне 2008/09 выиграл молодёжный кубок Англии и Академическую Премьер-лигу. В сезоне 2008/09 Эммануэль-Томас играл на правах аренды в клубе «Блэкпул», где в 11 матчах забил два гола. В феврале 2010 года Джей перешёл в клуб «Донкастер Роверс». Сам футболист сказал, что «„Донкастер Роверс“ — идеальное место для аренды, потому что их стиль игры напоминает стиль „Арсенала“».
После «Донкастера» была краткосрочная аренда в «Кардифф Сити», но там Джей не сумел себя проявить. Несмотря на очевидный потенциал, ему мешал непрофессионализм и пренебрежительное отношение к своей профессии. В итоге летом 2011 года он был продан в «Ипсвич Таун».
В 2019 году без особого успеха играл в Тайской премьер-лиге за «ПТТ Районг», по окончании сезона расформированный.
30 сентября 2020 года подписал однолетний контракт с клубом «Ливингстон».
18 мая 2021 года было объявлено, что Эммануэль-Томас подпишет двухлетний контракт с клубом «Абердин» после истечения срока его контракта с «Ливингстоном». 